# Joan Chissell
Pour les articles homonymes, voir Chissell.
Joan Olive Chissell (Cromer, 22 mai 1919 – 31 janvier 2007) est une écrivaine, conférencière anglaise et critique musicale qui a travaillé pour The Times de 1948 à 1979. Elle est spécialiste de Robert Schumann.

## Biographie
Joan Chissell est née à Cromer et effectue ses études à la Manor School de Sheringham. Elle décroche une bourse d'études au Royal College of Music en 1937, où elle étudie le piano avec Kendall Taylor, la composition et la théorie avec Herbert Howells et l'histoire et la critique avec Frank Howes. Elle est diplômée en 1942. Alors qu'elle joue le répertoire virtuose et notamment le troisième concerto de Rachmaninov pendant ses études, une blessure aux mains dans un accident interrompt sa carrière pianistique,. Néanmoins, elle donne la création anglaise du Concerto pour la main gauche de Maurice Ravel au Royal College of Music
Elle enseigne au Royal College of Music de 1943 à 1953, et également à l'Université d'Oxford et l'Université de Londres dans les années 1940. Elle est la première femme critique musicale à rejoindre The Times en 1948, restant à ce poste jusqu'à sa retraite en 1979. Au début, elle était assistante de Frank Howes, qui avait succédé à H. C. Colles à la tête de la critique musicale. En 1960, elle travaille pour William Mann. Elle a également écrit des articles pour le magazine Gramophone et des émissions de radio pour la BBC.
Elle s'est consacrée à la musique de Robert Schumann (ce qui était le cas en tant que pianiste en herbe, dont la carrière a été réduite par une blessure), et a écrit deux livres sur lui, en 1948 et 1972,. Pour ses contributions sur le musicien elle a reçu le Prix Robert Schumann de Zwickau, en 1991,,.
Ses autres écrits ont pour sujets la femme de Schumann, Clara Schumann (Clara Schumann, a dedicated spirit: a study of her life and work, 1983), leur ami Johannes Brahms (1977) et Frédéric Chopin (1965) dans des collections destinées aux jeunes lecteurs.
Joan Chissell a été, entre autres, membre du jury du Concours international de piano de Sydney en 1988 et 1992.
Joan Chissell meurt en 2007, âgée de 87 ans. Elle ne s'est jamais mariée.

## Legs
Après sa mort, ses exécuteurs testamentaires ont institué le prix Joan Chissell Robert Schumann pour les pianistes du Royal College of Music.
Quant au Concours Schumann Joan Chissell pour les chanteurs, il est considéré comme l'un des concours les plus importants de tous les conservatoires du Royaume-Uni.

## Ouvrages
- (en) Chopin, Londres/New York, T.Y. Crowell Co., coll. « Great composers », 1965, 94 p. (OCLC 1363158)
- (en) Schumann, Londres, J.M. Dent and Sons, coll. « The Master Musicians », 1989 (1re éd. 1948), 255 p. (ISBN 0-460-12588-5, OCLC 749510996)
- (en) Schumann piano music, Londres, coll. « BBC music guides » (no 25), 1972, 72 p.
- (en) Brahms, Londres, Faber, coll. « Great composers », 1977, 104 p. (ISBN 0-571-10791-5, OCLC 3362508)
- (en) Clara Schumann : a dedicated spirit : a study of her life and work, Londres/New York, Taplinger Publishing Company, 1983, 232 p. (ISBN 0-8008-1624-2, OCLC 10113303)